# Thomas Stirling Lee

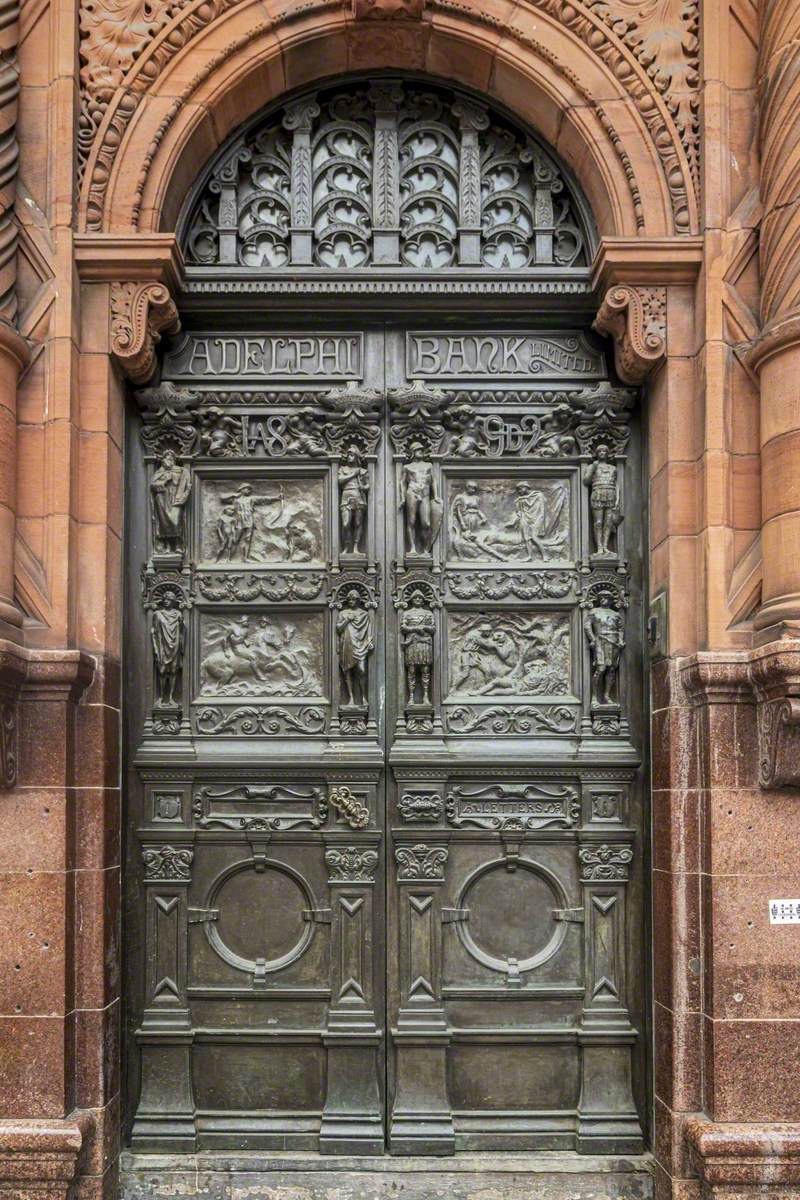
Brotherly Love – Thomas Stirling Lee (1857–1916) Und William Douglas Caröe (1857–1938). Castle Street, Merseyside

Thomas Stirling Lee (* 16. März 1857 in Lambeth, London; † 29. Juni 1916 in Knightsbridge, London) war ein britischer Bildhauer, der sich auf Reliefs und Porträtbüsten spezialisiert hatte.

## Leben
Thomas Stirling Lee wurde als Sohn des Landvermessers John Swanwick Lee geboren. Er besuchte die Westminster School und lernte im Atelier von John Birnie Philip, einem der Bildhauer des Albert Memorial. Von 1876 bis 1880 studierte er an den Royal Academy Schools, wo er mit einer Goldmedaille und einem Reisestipendium ausgezeichnet wurde. Anschließend setzte er sein Studium von 1880 bis 1881 an der École des Beaux-Arts in Paris bei Pierre-Jules Cavelier fort und verbrachte von 1881 bis 1883 weitere Studienjahre in Rom.
Thomas Stirling Lee war aktives Mitglied der Art Workers’ Guild und wurde 1898 zu deren Meister gewählt. Er war außerdem Mitglied der National Portrait Society, des Chelsea Arts Club (dessen Präsident er zweimal war) und der International Society of Sculptors, Painters and Graveurs. Er war bekannt für seine Fähigkeit, direkt in Marmor zu arbeiten, und zeigte eine Vorliebe für symbolische Darstellungen, die von der frühen griechischen Kunst beeinflusst waren.

## Werk

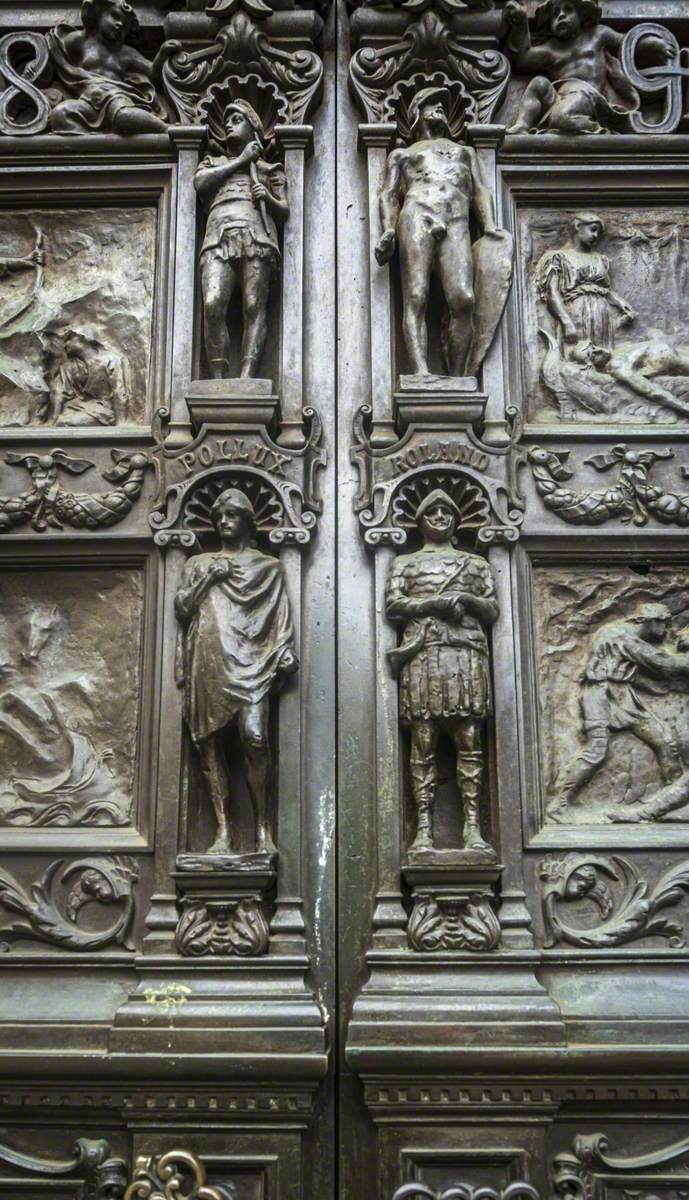
Brotherly Love (Detail) – Thomas Stirling Lee (1857–1916) und William Douglas Caröe (1857–1938). Castle Street, Merseyside

Thomas Stirling Lees wichtigster Auftrag war die Gestaltung von 28 Reliefplatten für die Außenfassade der St George’s Hall in Liverpool. Er erhielt den Auftrag im Jahr 1882 nach einem offenen Wettbewerb. Die ersten beiden Reliefs der Serie „The Progress of Justice“ lösten aufgrund der Darstellung weiblicher Aktfiguren eine Kontroverse aus. Von den ursprünglich geplanten 28 Tafeln wurden schließlich nur sechs von Thomas Stirling Lee selbst vollendet. Weitere bekannte Werke von Thomas Stirling Lee sind:
- Brotherly Love (1892), in Zusammenarbeit mit William Douglas Caröe und Conrad Bührer, Adelphi Bank, Liverpool.
- The Music of the Wind (1907), Leeds Art Gallery.
- Bronzestatue von Bischof Charles Gore (1914), vor der Birmingham Cathedral.
- Porträtmedaillons, darunter Darstellungen von Walter Sickert und Philip Wilson Steer, die sich heute in Sammlungen wie dem Fitzwilliam Museum und dem Victoria and Albert Museum befinden.